# Tatort: Die letzte Wiesn
Die letzte Wiesn ist ein Fernsehfilm aus der Krimireihe Tatort. Der vom Bayerischen Rundfunk produzierte Beitrag ist die 956. Tatort-Episode und wurde am 20. September 2015 im Ersten Programm der ARD erstgesendet. Das Münchner Ermittlerduo Batic und Leitmayr ermittelt seinen 70. Fall.

## Handlung
Wie jedes Jahr zur Oktoberfestzeit befindet sich München im Ausnahmezustand. Um dem zu entgehen, will Franz Leitmayr die Stadt in Richtung Italien verlassen. Auf dem Weg zum Hauptbahnhof stößt er in einer U-Bahn-Station auf einen am Boden liegenden Italiener, der scheinbar unter den Nachwirkungen seines Festbesuchs zu leiden hat. Da er in diesem hilflosen Zustand leicht ausgeraubt werden könnte, versucht Leitmayr, ihn zum Weitergehen zu bewegen, doch vergeblich. Daraufhin steckt Leitmayr die Brieftasche des Betrunkenen tiefer in dessen Kleidung.
Tags darauf wird der Italiener tot aufgefunden, an seinem Erbrochenen erstickt und mit Leitmayrs Fingerabdrücken auf seiner Brieftasche. Batic ruft seinen Kollegen in Italien an, der daraufhin umgehend nach München zurückkehrt. Die beiden beginnen, auf der Wiesn zu ermitteln, und stellen fest, dass der Italiener namens Pandrelli zuletzt im Amperbräu gesehen wurde. Die Bedienung Ina Sattler kann sich noch gut an Pandrelli erinnern, während Festzeltwirtin Kirsten Moosrieder und ihr Assistent Georg Schemberg nicht besonders angetan von der Polizeipräsenz in ihrem Wiesn-Zelt sind. Von Ina Sattler erfährt Leitmayr, dass sie Pandrelli nur zwei „echte Maß“ ausgeschenkt hat, da er nicht besonders trinkfest erschien, und danach nur alkoholfreies Bier. Der Gerichtsmediziner Dr. Steinbrecher stellt fest, dass der Mann nur 0,7 Promille im Blut hatte. Laut Untersuchung war er mit GHB vollgepumpt, auch als Liquid Ecstasy bekannt, eine Partydroge, die ihre Opfer willen- und hilflos macht.
Am folgenden Abend fallen weitere Opfer der Droge auf, und es wird klar, dass ein Serientäter sein Unwesen treibt und vorwiegend jungen Männern die Flüssigkeit ins Bier mischt. Vor allem in Verbindung mit Alkohol kann dies zu ernsthaften Gesundheitsschäden führen. Im Gewühl tausender feierwütiger Festzeltbesucher und einer Vielzahl Amperbräu-Angestellter könnte jeder die Droge unbemerkt ins Bier schütten. Die Leiterin der operativen Fallanalyse, Christine Lerch, glaubt an einen Einzeltäter, der seine unterdrückte Aggression dadurch auslebt. Obwohl Batic und Leitmayr darauf drängen, das Amperbräu zu schließen, kann sich Staatsanwalt Maurer unter dem Druck der Münchner Obrigkeit nicht dazu durchringen. Die beiden Kommissare, die mit einer Gruppe von Beamten versuchen, das Geschehen im Festzelttrubel zu überwachen, lassen die Personalien aller einzelnen, nicht in Tracht erschienenen Besucher aufnehmen. Dennoch müssen im Verlauf des Abends wieder etliche junge Männer vom Rettungsdienst behandelt werden, denen anscheinend die Droge verabreicht wurde.
Mittlerweile gerät der Restaurantleiter Korbinian Riedl ins Visier, der sich seit dem Tod des alten Wiesenwirtes Moosrieder mit dessen grantiger Witwe auseinandersetzen muss. Diese hat nach dem Tod ihres Mannes einiges geändert – und nicht nur zum Guten, wie Riedl findet. Als dieser frühmorgens als Letzter das Festzelt abschließt, wird er auf dem Nachhauseweg von zwei Maskierten überfallen, vergewaltigt und kahlgeschoren. Es stellt sich später heraus, dass dieser Überfall ein Racheakt seiner Chefin war, da Riedl ein Verhältnis mit ihrem verstorbenen Mann hatte. Sie will Riedl durch ihren Assistenten Schemberg ersetzen und hatte zwei Männer vom Sicherheitsdienst engagiert, die ihrem Angestellten einen Denkzettel verpassen sollten.
Leitmayr, der im Verlauf der Ermittlungen der Bedienung Ina Sattler und deren Sohn nähergekommen ist, muss feststellen, dass die alleinerziehende Mutter vor drei Jahren wegen eines Unfalls unter Drogen aktenkundig wurde. Unter Tränen gesteht sie ihm, dass sie daraufhin Ärger mit dem Jugendamt bekam und ihren Sohn für einige Monate an eine Pflegefamilie abgeben musste. Leitmayr verschweigt dies zunächst Batic gegenüber.
Am nächsten Abend werden im Festzelt wieder Männer mit GHB vergiftet, und diesmal stirbt einer davon, dessen Dosis viermal so hoch war wie bei den bisherigen Opfern. Lerch erinnert sich an einen ähnlichen Vorfall mit GHB-Vergiftungen in einer Disco in Landshut. In den Akten wird ein Mann namens Arthur Gränsel erwähnt, der Batic auch im Amperbräu aufgefallen ist. Die Vorfälle in der Disco hatten aufgehört, als Gränsel nach München umzog. Die Polizisten stürmen Gränsels Wohnung und finden dort ein kleines Labor sowie Gränsel selbst, der nackt und tot im Bett liegt. Lerch mutmaßt, er habe selbst bestimmen wollen, wann die Sache zu Ende sei, und sich selbst vergiftet. Dr. Steinbrecher erklärt, sein Tod sei vor ca. 24 Stunden eingetreten, so dass Gränsel nicht der Mörder des letzten Amperbräu-Toten sein kann.
Schließlich findet Leitmayr die entscheidende Spur. Der Tote vom Vorabend war Abteilungsleiter beim Jugendamt, das damals auch für die Entziehung des Sorgerechts von Ina Sattler verantwortlich war. Leitmayr sucht sie in ihrer Wohnung auf, wo sie ihm die Wahrheit gesteht: Er hatte sie damals erpresst und Sex von ihr verlangt dafür, dass sie das Sorgerecht zurückerhielt. Doch es blieb nicht bei nur einem Mal. Als er kürzlich ablehnte, die Überwachung Sattlers durch das Jugendamt einzustellen, sah sie, da ihr niemand geglaubt hätte, keinen anderen Ausweg mehr, als ihn mit der Überdosis GHB zu vergiften, damit dieses Opfer ebenfalls dem Serientäter zugeordnet würde. Dabei konnte sie nicht ahnen, dass dieser zum Zeitpunkt des letzten Vergiftungsfalls bereits selber tot war. Leitmayr bleibt nichts anderes übrig als zuzusehen, wie Ina Sattler von den Streifenbeamten abgeführt wird.

## Hintergrund
Der Film wurde vom 2. September 2014 bis zum 2. Oktober 2014 in München gedreht. Die Szenen im Zelt des fiktiven Amperbräus wurden im Winzerer Fähndl gefilmt.
Als Filmmusik fanden die Titel Atemlos durch die Nacht der deutschen Schlagersängerin Helene Fischer, Ein Kompliment von Sportfreunde Stiller sowie das Trinklied Ein Prosit der Gemütlichkeit zur akustischen Untermalung der im Festzelt der Wiesn spielenden Szenen Verwendung, in der Prügelszene mit Leitmayr außerdem Eye of the Tiger von Survivor. Erstgenanntes Lied war bereits bei der Erstausstrahlung der Folge Hinter dem Spiegel am vorherigen Wochenende Bestandteil des Soundtracks. Zudem sind während der Folge Ausschnitte der Musik des Vorspanns der Krimireihe Tatort zu hören.

## Rezeption

### Kritiken
„‚Die letzte Wiesn‘ ist kein ‚Tatort‘, der vorgibt, das große Rätsel Oktoberfest lückenlos aufzuklären. Staunend und schaudernd wird hier auf die Wirkungsmacht der Wiesn und der Maß geschaut, die stärker ist, als es Promille-Zahlen ausdrücken können.“

„Der Humor der Münchner ist gewohnt gefällig, der Fall ist ungewohnt einfach gestrickt - dem Plot fehlt eine zweite Ebene. […] Man kann dem Geschehen gut folgen. Wer das deshalb für einen guten Münchner Tatort hält, hat noch keinen guten Münchner Tatort gesehen.“

### Einschaltquoten
Die Erstausstrahlung von Die letzte Wiesn am 20. September 2015 wurde in Deutschland von 10,6 Millionen Zuschauern gesehen und erreichte einen Marktanteil von 30,9 % für Das Erste. Damit gehörte sie zu den 20 meistgesehenen Fernsehsendungen des Jahres 2015.